# Тіху (озера)
Тіху (ест. Tihu järved) — група з трьох озер в Естонії, що послідовно розташовані на острові Хіюмаа. До цієї групи належать Тіху-Ярв, Тіху-Кескміне-Ярв та Тіху-Колмас-Ярв.